# Fréval

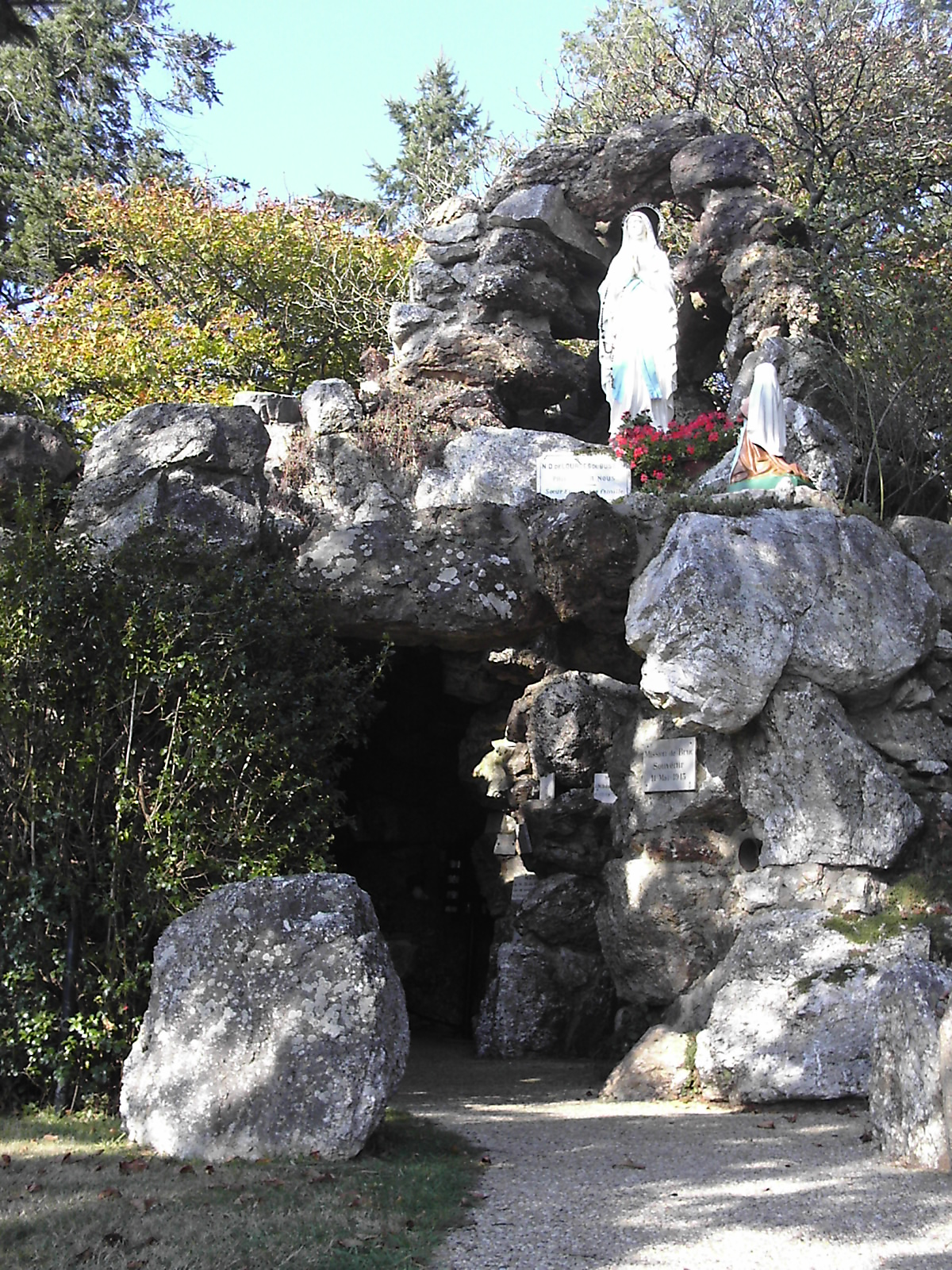
Grotte de Fréval.

La Grotte de Fréval  ou  Notre Dame du Busson se trouve à Bruc-sur-Aff, en Ille-et-Vilaine.

## Origine
Érigée pour exécuter les dernières volontés d'une religieuse, sœur Émilie, de son nom de famille Joséphine Cheval.
Une pièce de terre appartenant à la famille, nommée le Busson, en raison d'un buisson de ronces et d'ajoncs qui en constituait le principal ornement, donne son surnom à cette grotte.
La religieuse, rongée par un cancer, fait un pèlerinage à Lourdes, puis subit une opération en 1886. La guérison étant complète, elle fait planter une croix sur laquelle on pouvait lire « Donnée par Joseph David et Marie Cheval en 1886 ». La croix est refaite en 1967 et 1998.
Sœur Émilie stipule, par testament, que 1 000 anciens Francs de son bien seraient employés à l'érection d'une statue de Notre-Dame de Lourdes. Elle meurt en 1909 à la maison Mère de Kermaria. On opte pour une grotte et l'abbé Joseph Cheval, neveu de la religieuse, en est le "maître d'œuvre".

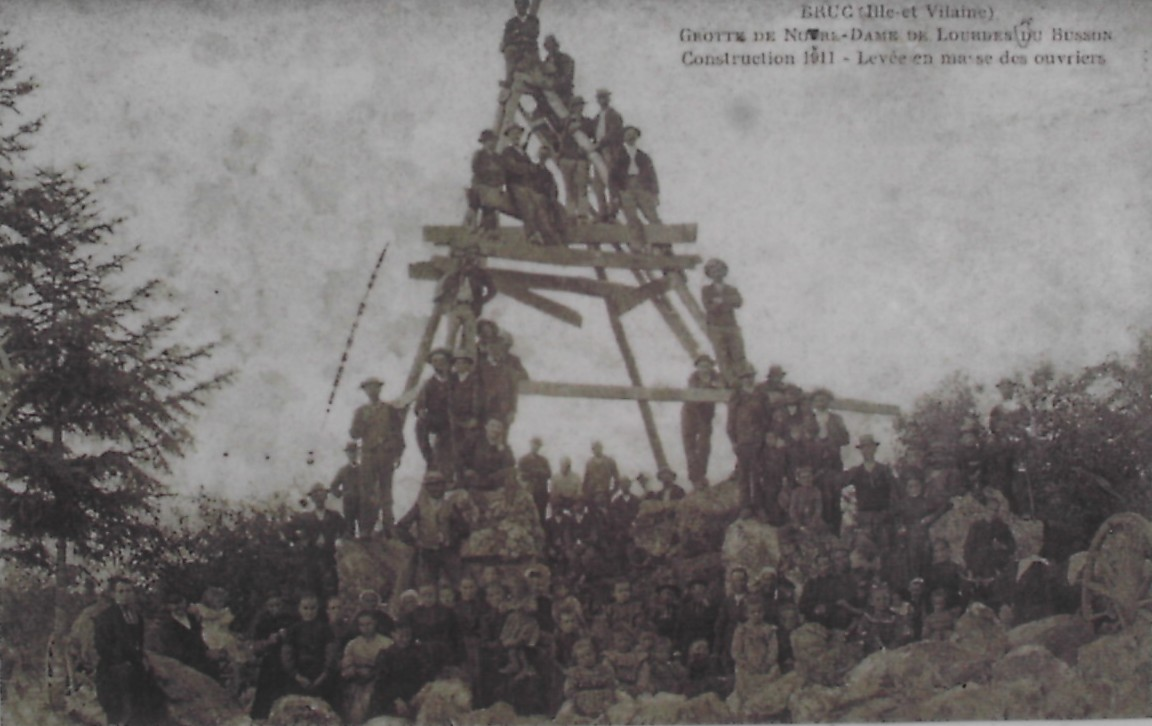
Montage de la structure de la Grotte 1911.
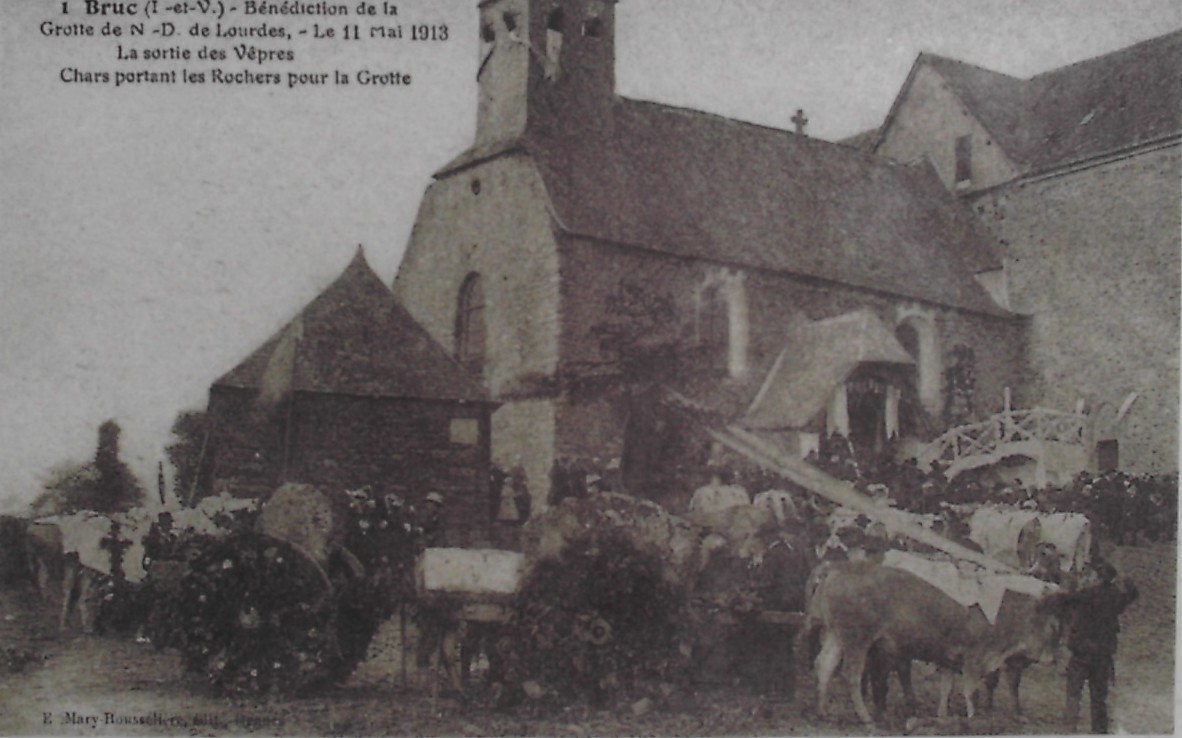
Bénédiction des pierres de la Grotte 1913.
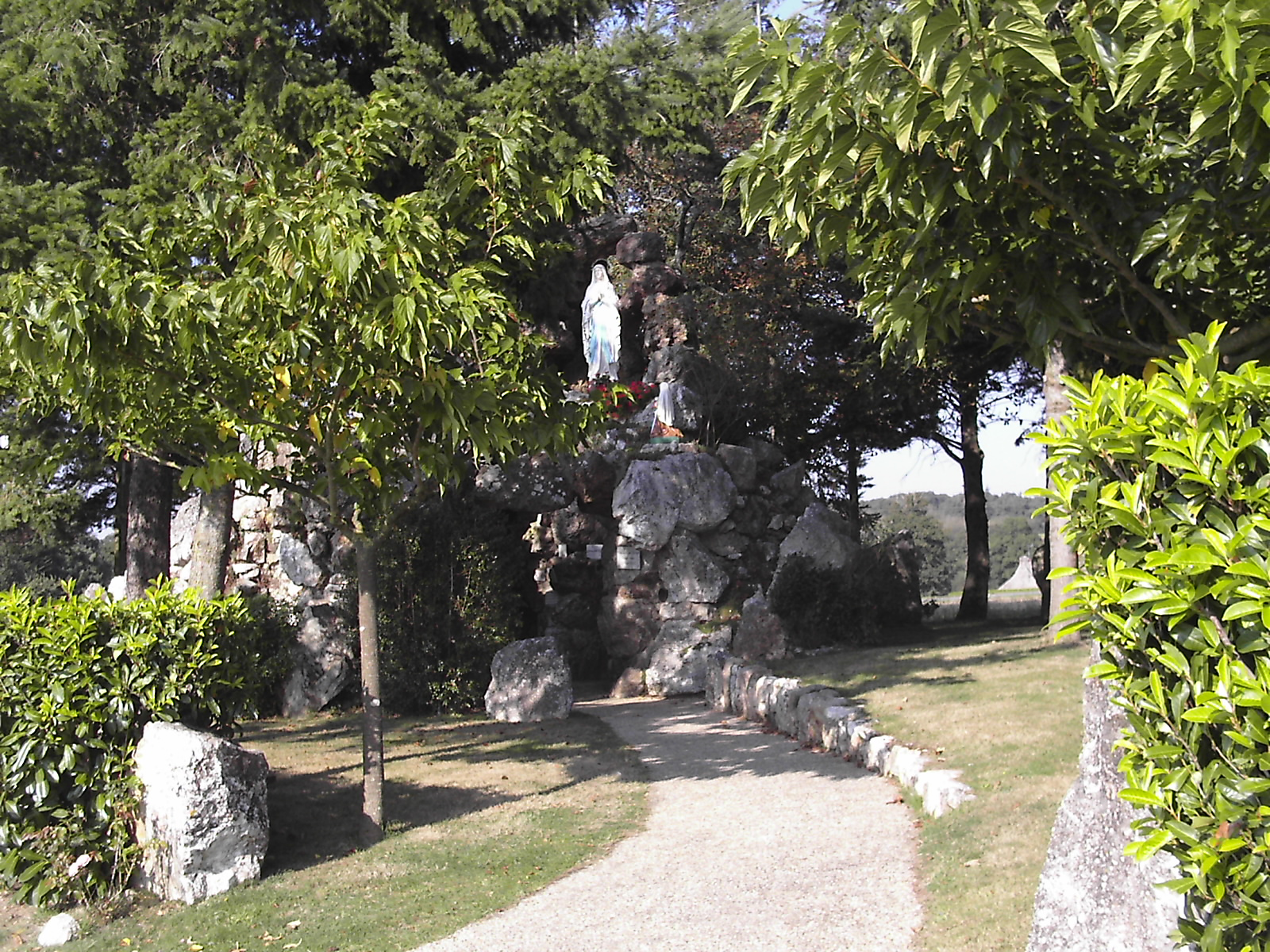
Site de la Grotte de Fréval.

## Construction
Les grosses pierres blanches, appelées « perrons », foisonnaient sur Bruc-sur-Aff et les environs. La grotte est construite en trois « houpées » (périodes).
1re houpée : juin et juillet 1911 ; chariots, rouleaux, madriers, crics, leviers déplacent les pierres sur la lande de la Créhière ;
2e houpée : septembre à novembre 1911 ; la voûte  est terminée le 14 novembre, soutenue par un coffrage de 6 ou 7 cordes de bois ;
3e houpée : janvier à septembre 1912 ; la surélévation et la niche, puis l'escalier et la pierre de pont entre la chaire et la statue ; la pierre d'hôtel sera prise au Rocher.

## Bénédiction
Le statuaire ayant pris du retard, la bénédiction a lieu lors de la mission paroissiale[Quand ?]. La cérémonie est prêchée par M. le Vicaire Général Pichon, suivi d'une procession d'un kilomètre avec 52 bœufs habillés tirant 15 chars.
Devant 5 000 personnes, dit-on, la statue haute de 1,80 m et pesant 300 kg est hissée par un palan.

## Et depuis…
Au début, il y avait Vêpres et Chapelets, puis messe le matin du dimanche le plus près du 26 juillet.
Depuis 1977, le pèlerinage annuel a lieu le 15 août, avec messe le matin et procession aux flambeaux le soir. En mai, chapelet, les jeudis et dimanches.
Ce sont, chaque année, des pèlerins, touristes, voisins qui viennent découvrir le Busson.